# هيكل الشد

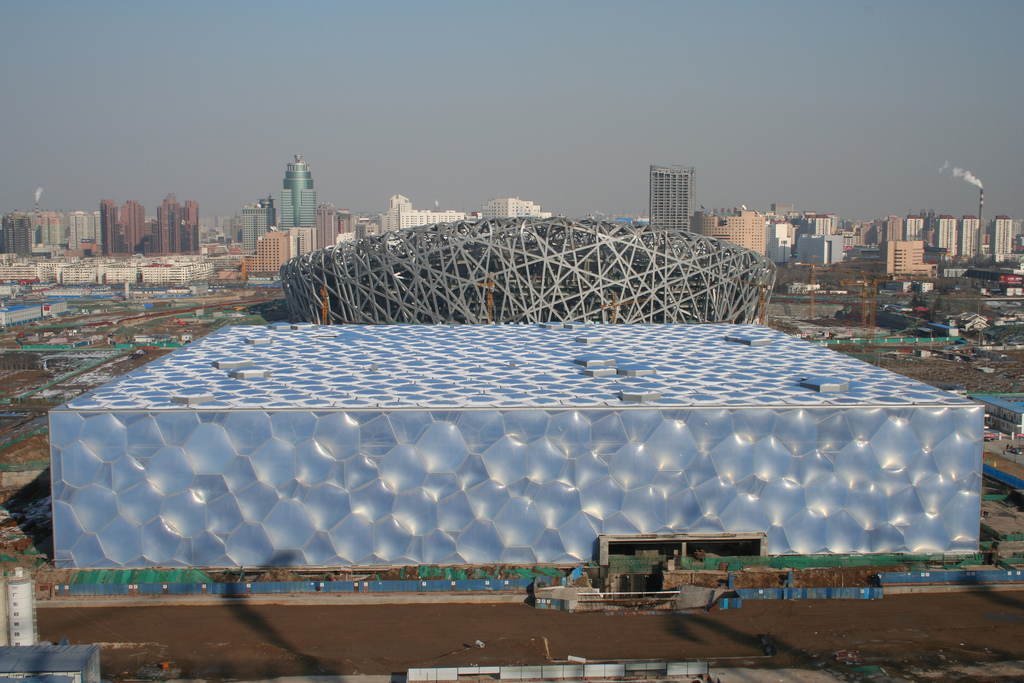
المكعب المائي في الحديقة الأولمبية في بكين، الصين.

هياكل أغشية الشد (بالإنجليزية: Tensile membrane structure) هو بناء هندسي يتكون من عناصر تحمل قوى الشد (Tension) ، وهو النوع الأكثر شيوعا من الهياكل القشرية الرقيقة.
معظم هياكل الشد يتم دعمها ببعض أشكال الضغط (Compression) أو الانحناء (Bending)، مثل الصواري (كما في مبنى قبة الألفية في لندن). غالبا ما يتم استخدام هيكل غشاء الشد في الأسقف والواجهات، لأنها يمكن أن تمتد لمسافات كبيرة بشكل جذاب واقتصادي.

## تاريخ

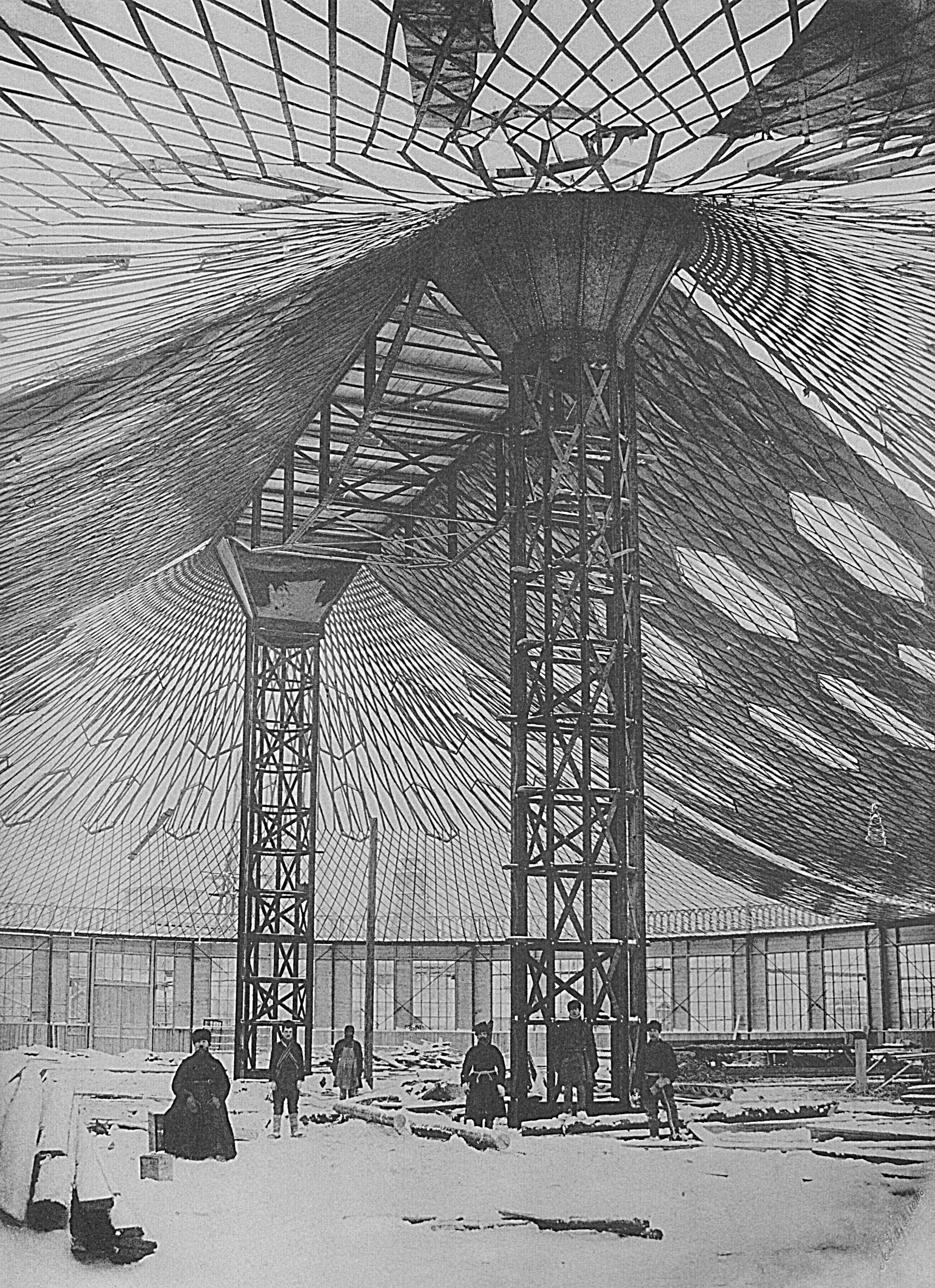
أول هيكل شد في العالم لفلاديمير شوخوف، روسيا 1895.

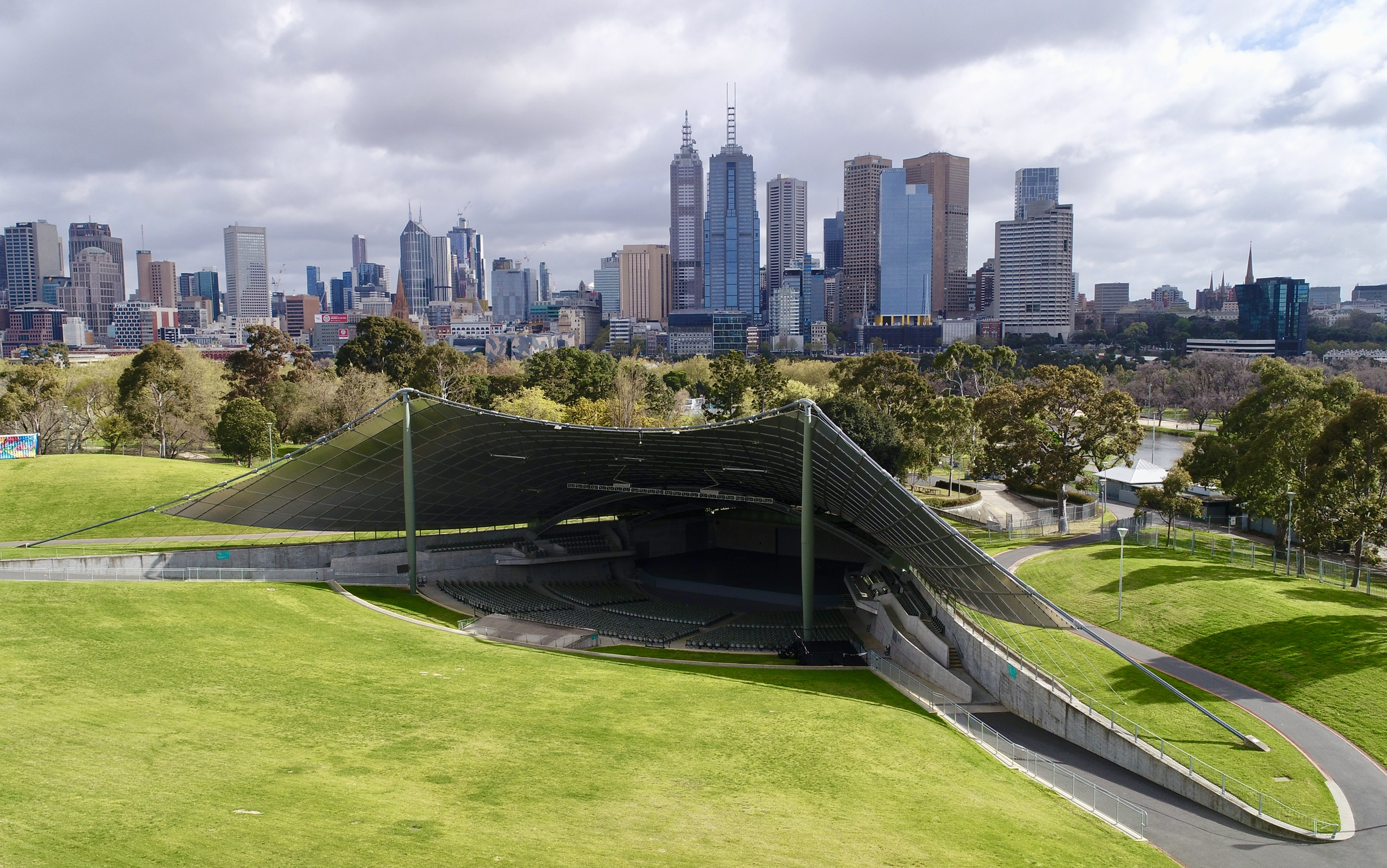
مسرح سدني ماير للموسيقى، أستراليا.

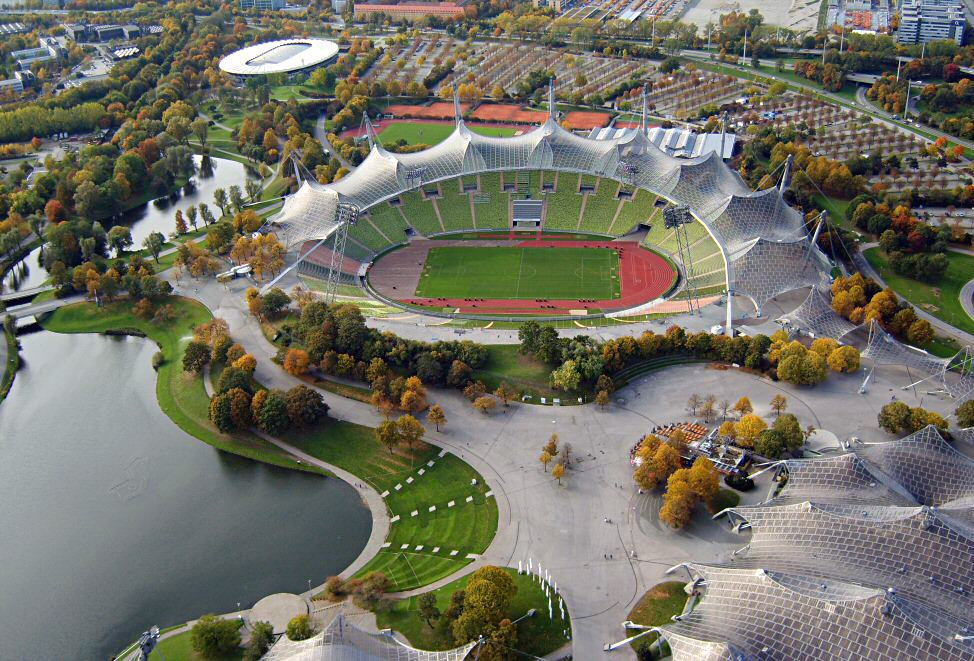
ملعب ميونخ الأولمبي، ألمانيا.

لم ينتشر هذا النوع من الأبنية على نطاق واسع في الهياكل الكبيرة إلا في الجزء الأخير من القرن العشرين. لقد تم استخدام أغشية الشد منذ فترة طويلة بهياكل الخيام، حيث الحبال والأعمدة توفر شد في النسيج وتسمح له بتحمل الأحمال.
كان المهندس الروسي فلاديمير شوخوف من أوائل من طوروا الحسابات العملية من الضغوط والتشوهات بهياكل الشد، والأغشية. صمم شوخوف ثمانية هياكل شد قشرية رقيقة الهياكل لأجنحة المعرض لنوفغورود نيجني في عام 1896، التي غطت مساحة 27,000 متر مربع. هناك مبنى حديث بمساحة ضخمة أيضا تم بناءه لاحقا ليغطي مسرح سدني ماير للموسيقى، أستراليا، والذي شيد في عام 1958.
استخدم المعمار أنطونيو غاودي مفهوم آخر في الاتجاه المعاكس لإنشاء مبنى معتمد على الضغط فقط كما في كنيسة غويل كولونيا. لقد خلق نموذج الشد المعلق من الكنيسة لحساب قوة الضغط وتحديد العمود وأبعد القبو الهندسية. وقد دافع عن هذا المفهوم في وقت لاحق المعماري الألماني والمهندس فراي أوتو، الذي كان أول من استخدام الفكرة في تشييد الجناح الألماني في معرض إكسبو الغربي 67 في مونتريال. استخدم أوتو الفكرة لسقف الاستاد الأولمبي لدورة الألعاب الأولمبية الصيفية 1972 في ميونيخ.
منذ ستينات القرن العشرين، تم الترويج لهياكل الشد من قبل المصممين والمهندسين مثل أوف أروب، بورو هابولد، والتر بيرد ، فراي أوتو، ييرو سارينن، هورست بيرغر، ماثيو نوفيكي، وآخرين. لقد زاد التقدم التكنولوجي المطرد شعبية هياكل الشد في تسقيف الأسطح. ان المواد ذات الوزن المنخفض تجعل البناء أسهل وأرخص من التصاميم التقليدية، وخصوصا عندما تكون مساحات مفتوحة شاسعة يجب تغطيتها.

## هيكل الأغشية والكوابل

### المواد
توجد عدة مواد للأنسجة المستخدمة في هذه الهياكل الإنشائية، وهي:
- نسيج الألياف الزجاجية المطلية بمادة متعدد رباعي فلورو الإيثيلين (PTFE)
- نسبج البوليستر المغلف بمادة بولي فينيل كلوريد (PVC)
- نسيج شبكي من البوليثيلين (Polyethylene)
- الغشاء الإنشائي الشفاف (ETFE)

### الأشكال الإنشائية

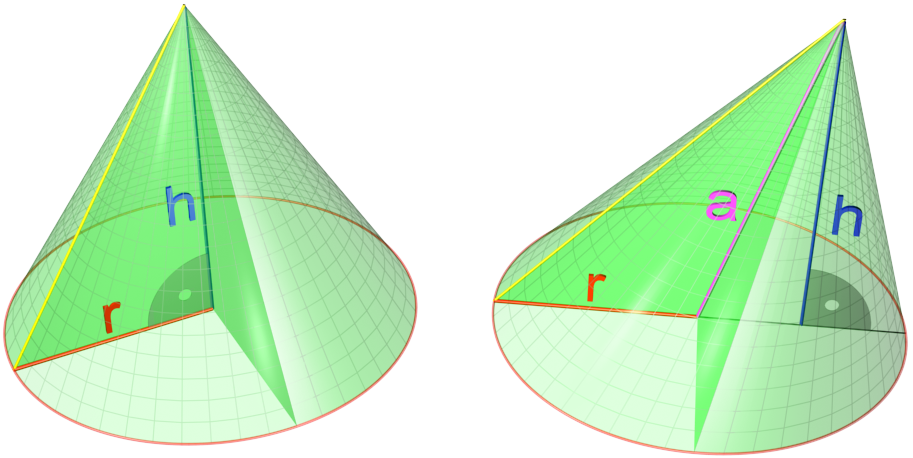
مخروط دائري قائم ومائل

تتطلب العناصر الإنشائية والأنظمة الداعمة إدامة للشد في الشكل. هناك شكلان رئيسيان في هياكل الشد بشكل عام: anticlastic و synclastic. يتضمن النوع الأول ثلاثة أشكال (المخروطي، القبو المقوس، والهايبر ذو النقطتان العليا والسفلى المتعاكستان). أما التشكيل الثاني، فتعتمد الأسطح فيه على دعم الهواء (air-supported)، بحيث يوجد انحناء في نقطة معطاة باتجاه معين.
تستمد غالبية هياكل النسيج قوتها من شكلها المنحني على نحو مضاعف من طبقتين فيكتسب النسيج صلابة كافية لتحمل الأحمال التي يتعرض لها (على سبيل المثال الرياح والثلوج الأحمال). ومن أجل حمل شكل منحني مكون من طبقتين على نحو كاف ضروري في معظم الأحيان أن يتم شد النسيج مسبقا أو الهيكل الداعمم له.

## انظر أيضا

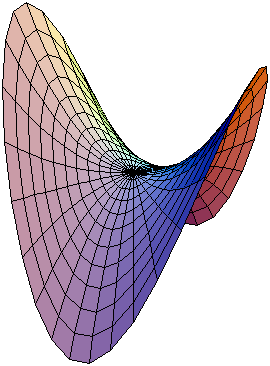
سطح مكافئ
(Hyperbolic paraboloid).

## وصلات خارجية
- هياكل الشد.
- Tension Structure Terminology .
- هيكل الشد في الصين
- TensiNet موقع مختص بهياكل الشد في أوروبا .
- عمارة الأنسجة .
- العمارة القديمة والحديثة للهياكل القشرية.
- K3 نظام خيم في إيجاد الشكل وتجزئته.